# Conrad Harder
Conrad Harder Weibel Schandorff (Holte, 7 de abril de 2005) é um futebolista dinamarquês que joga a ponte de lança e, de momento, representa o Sporting CP.

## Carreira
Harder iniciou a sua formação no Kjøbenhavns Boldklub (KB), clube satélite do FC Copenhague, antes de se transferir para a academia do Nordsjælland em 2018.
Harder chegou ao Sporting em 2024, ficando com contrato até 2029 e cláusula de rescisão de 80 milhões de euros. Estreou-se oficialmente pelo clube a 17 de setembro de 2024, num jogo da Liga dos Campeões frente ao Lille. Na sua estreia a titular, marca o primeiro golo pela equipa leonina, num jogo em Alvalade contra o AVS.  Na primeira época ao serviço do clube, conquistou a dobradinha, marcando um golo na final da Taça de Portugal. 

## Carreira internacional
Harder representou a Dinamarca nos escalões Sub-18, Sub-19 e Sub-21. Em março de 2025, foi convocado pela primeira vez para a seleção principal, e estreou-se, a 23 de março, frente a Portugal, no Estádio José Alvalade, nos quartos de final da Liga das Nações, entrando nos minutos finais da partida.

## Palmarés
- Taça de Portugal: 2024/25
- Primeira Liga: 2024/25